# جوني ديكسون (لاعب كرة قدم)
جوني ديكسون (بالإنجليزية: Johnny Dixon)‏ (10 ديسمبر 1923 بنيوكاسل أبون تاين في المملكة المتحدة - 20 يناير 2009 ببرمنغهام في المملكة المتحدة) هو لاعب كرة قدم بريطاني في مركز مهاجم داخلي. لعب مع أستون فيلا وسبنيمور يونايتد ‏.

## وصلات خارجية
- جوني ديكسون (لاعب كرة قدم) على موقع قاعدة بيانات كرة القدم.إي يو (الإنجليزية)
- جوني ديكسون (لاعب كرة قدم) على موقع عالم كرة القدم.نت (الإنجليزية)